# Ткачик мадагаскарський
Тка́чик мадагаскарський (Ploceus nelicourvi) — вид горобцеподібних птахів ткачикових (Ploceidae). Ендемік Мадагаскару.

## Опис
Довжина птаха становить 15 см, вага 20—28 г. У самців під час сезону розмноження голова чорна, на підборідді, горлі, грудях та шиї є жовтий «комір», позаду окаймлений нечіткою оливково-зеленою смугою. Нижня частина грудей і живіт сизувато-сірі, боки сірі з зеленуватим відтінком. Махові пера чорнуваті з широкими оливково-зеленими краями, кінчики пер мають вузькі зеленувато-жовті краї. Першорядні покривні пера крил чорнуваті, інші покривні пера яскраво-оливково-зелені. Нижні покривні пера крил сіруваті з жовтуватим відтінком. Верхні покривні пера хвоста яскраво-оливково-зелені, нижні покривні пера каштанові, махові пера чорнуваті з широкими оливково-зеленими краями. Очі червонувато-карі, дзьоб чорний, лапи чорнуваті або коричнево-сірі. У самців під час негніздового періоду голова оливково-зелена, поцяткована темно-сірими смужками, над очима вузькі жовті «брови». У самиць обличчя жовте, потилиця оливково-зелена, над очима жовті «брови». Від дзьоба до очей ідуть темно-зеленувато-сірі смуги, скроні зеленуваті. На підборідді, горлі, грудях та шиї є жовтий «комір».

## Поширення і екологія
Мадагаскарські ткачики мешкають на сході Мадагаскару. Вони живуть у вологих рівнинних і гірських тропічних лісах, зустрічаються переважно на висоті до 1500 м над рівнем моря, хоча спостерігалися і на висоті 2100 м над рівнем моря в Національному парку Марожежі. Ізольована популяція мадагаскарських ткачиків мешкає також на півночі острова, в Національному парку Монтань-д'Амбр. Мадагаскарські ткачики віддають перевагу середньому ярусу лісу, зустрічаються поодинці, парами або невеликими зграйками, іноді приєднуються до змішаних зграй птахів разом з малагасійниками. Не утворюють великих зграй. Живляться переважно комахами, яких шукають серед рослинності, а також іншими безхребетними, дрібними хребетними, нектаром, плодами і насінням.
Мадагаскарські ткачики є моногамними, утворюють тривалі пари, не утворюють колоній. Сезон розмноження триває з жовтня по березень. Гніздо має грушоподібну форму, підвішується до гілки або ліани за допомогою звитого з трави і рослинних волокон шнура довжиною 10—30 см, на висоті 2—8 м над землею. Воно має овальну гніздову камеру 12—22 см висотою і 10—18 діаметром і довгий, вертикальний, трубкоподібний вхід. У кладці від 1 до 4 синьо-зелених яєць (зазвичай 3). Інкубаційний період триває 15 днів. Насиджує лише самиця.